# ディズニーバウンド
ディズニーバウンド(英: Disney Bound)とは、ディズニーキャラクターを連想させる私服のコーディネートのことである。
米国のディズニーファンがハロウィン時期以外でもディズニーパーク内でコスプレを楽しみたいとやりはじめたのが発祥とされる。
キャラクターの格好そのものを真似るコスプレとは違い、カラーコーディネートやアクセサリーなどの組み合わせでキャラクターを表現する。そうすることで、ディズニーパーク内のルールを守りつつ自己表現を楽しめるものとなっている。
また、パーク以外でもイベントや映画鑑賞の際にディズニーバウンドを楽しんでいるファンも多い。
"Disney Bound"の命名者であるレスリー・ケイ(disneybound.coの運営者)によれば、「ディズニーバウンドはファッションを通じてディズニーへの愛と感謝を表現する方法だ」と述べている。